# XING
XING (старі назви openBC / Open Business Club до 17 листопада 2006 року) — німецька соціальна мережа для професіоналів. Сайт має голландську, англійську, фінську, французьку, німецьку, угорську, італійську, японську, корейську, іспанську, польську, португальську, російську, китайську, шведську та турецьку локалізацію. Близько 76 % переглядів здійснюється з Німеччини, 90 % з країн D-A-CH, Німеччини, Австрії, Швейцарії.
Як і інші соціальні мережі, XING пропонує користувачам створювати профілі, групи, події. Реєстрація та базові можливості надаються безкоштовно. Проте багато важливих функцій (пошук людей за словами, надсилання повідомлень та ін.) існують тільки у преміум варіанті. Вартість преміум — від 6,35 до 9,95 € — залежить від країни, з якої здійснюється оплата.
XING конкурує з американською платформою LinkedIn та європейською Viadeo.
XING вирізняється з інших соцмереж продуманим інтерфейсом та яскравим дизайном. Зокрема в дизайні широко використовується інфографіка, фотографії та графіки.

## Історія
- OPEN Business Club AG був заснований у 2003 році в Гамбурзі, Німеччина, Ларсом Гінріхсом (Lars Hinrichs)[6]. Платформа була спущена 1 листопада 2003 року[7]. Переназвана у XING 17 листопада 2006 року.

- Завдяки медійній підтримці у країнах D-A-CH кількість користувачів досягла 1,5 мільйона у липні 2006 року[8].

- У березні 2007 року XING купує іспанську соцмережу eConozco, об'єднавши їхніх користувачів зі своїми[9].

- У червні 2007 року XING купує іспанську соцмережу Neurona[10]. Користувачі Neurona були переведені на Xing 31 березня 2008 року.

- У січні 2008 року XING купує турецьку соцмережу Cember[11].

## IPO
Компанія вийшла на IPO 7 грудня 2006 року з ціною 30 євро/акція. XING стала першою Web 2.0 компанією, що здійснила продаж своїх акцій у Європі.